# 三木相煥
三木 相煥（みき　そうかん、1957年（昭和32年）12月27日 - ）は、日本の技術者・実業家。経営コンサルタント・技術コンサルタント。絆コーポレーション株式会社代表取締役社長。元・東洋炭素取締役執行役員営業本部長。

## 人物・来歴
岡山県倉敷市水島で起業家を父に5人兄弟の四男として出生。 倉敷市立水島中学校在学中には第3回全国中学校サッカー大会への出場歴がある。岡山県立倉敷青陵高等学校を経て、岡山大学工学部に進む。病弱だった幼少期の経験から小児科医が希望だったが、医学部の受験に失敗したことで進路を変更した。
1983年に東洋炭素に入社。1988年、日本原子力研究所へ外来研究員として出向して、高温ガス炉用黒鉛と核融合炉用黒鉛の研究に従事した。
1991年、TOYO TANSO USAにエンジニアリングマネージャーとして出向。アメリカ子会社勤務において、画期的な結果を残し、「Legend　MIKI」と呼ばれる。1995年に帰国し、2003年9月に執行役員となる。
この間、職務発明による特許を6件取得している。
2006年、東洋炭素の東京証券取引所へのIPO（新規株式上場）に際して投資家へのインベスター・リレーションズ活動を担った。
2009年より取締役執行役員営業本部長を務めた。 東洋炭素時代は、顧客から「第二創業者」とも言われた。
2014年、経営・技術コンサルティング会社「絆コーポレーション株式会社」を設立し、代表取締役社長に就任する。

## 著書
- 『「神」リーダーシップ』実務教育出版、2017年